# Fishery Bulletin
The Fishery Bulletin es una revista científica estadounidense que es publicada de manera trimestral, revisada por pares y publicada por la oficina de publicaciones científica de la Administración Nacional Oceánica y Atmosférica (NOAA) .
Es la revista de pesquerías más antigua del mundo. Fue establecida en 1881 y hasta 1903 fue publicado como el Boletín de la Comisión de Pesca de los Estados Unidos por la Comisión de Pesca de los Estados Unidos . Posteriormente, la revista pasó por una serie de cambios en su nombre: Boletín de la Oficina de Pesca (1904-1911), Boletín de la Comisión de Pesca de los Estados Unidos (1912-1940), Boletín de Pesca del Servicio de Pesca y Vida Silvestre (1941-1970) ), y finalmente a partir de 1971, Fishery Bulletin . Todo el contenido ha sido escaneado y está disponible a través de la página de la revista o el sitio mantenido por la biblioteca central de la NOAA .

Su mesa editorial está encabezada por el biólogo José I. Castro, la editora Kathryn Dennis y la comunicóloga Cara Mayo. Actualmente, también incluye a reconocidos investigadores como 
Henry L. Bart Jr., Katherine E. Bemis, Matthew D. Campbell, William B. Driggers III, Gretchen L. Grammer, Richard Langton, J. Fernando Márquez-Farías,  Richard S. McBride, Richard L. Merrick, Richard D. Methot, Lisa J. Natanson, Mark S. Peterson, André E. Punt Joseph M. Quattro, John F. Walter III. Aunque a lo largo de los años también ha contado con la participación de múltiples personalidades relevantes del gremio como miembros de la mesa editorial.